# Klärchens Wohnung
Klärchens Wohnung ist eine Szene aus dem Trauerspiel Egmont von Johann Wolfgang von Goethe, welches er im Jahre 1787 abschloss. Sie ist die zweite Szene des dritten Aktes und zeigt zu Anfang die Verzweiflung Klärchens über ihre Liebe zu Egmont. Doch sie kann nicht anders, als ihrem Geliebten zu verfallen, und die Szene wendet sich zur persönlichen Beziehung der beiden und zu Egmonts Beziehung zu der Regentin Margarethe von Parma.

## Thema der Szene
Besonders zum Thema in der Szene wird die Verzweiflung Klärchens über ihre Liebe zu Egmont und ihrer eigentlichen geplanten Zukunft mit Brackenburg. Auch Egmonts Zuneigung ihr gegenüber wird thematisiert, ebenso wie seine Beziehung zu der Regentin.

## Zusammenfassung
Klächens Mutter diskutiert mit ihr über ihre Liebe zu Egmont. Brackenburg liebe Kläre, ahne allerdings etwas von der Liaison. Die Mutter rät ihr, sich für ihn zu entscheiden, da im Moment nur die blinde Liebe aus ihr spreche und sie deshalb nicht klar denken könne; sie solle sich lieber darauf konzentrieren, in die Zukunft zu schauen. Klärchen gesteht, dass sie sich nicht von Egmont trennen könnte, denn dafür liebe sie ihn viel zu sehr.
Kurz darauf erscheint Egmont in der Szene. Klärchen zweifelt erst an seinem Auftritt, da er sie weder küsst noch in den Arm nimmt, was sie als Zurückweisung empfindet. Doch er begründet es später, indem er ihr die spanische Kleidung zeigt, welche er unter seinem Mantel trägt: Mit ihr möchte er nicht nur Klärchen erfreuen, sondern auch seine Treue gegenüber Philipp II deutlich machen. Klärchen bewundert das Gewand und überschüttet Egmont mit Lob und Anerkennung. 
Das Gespräch wird auf die Regentin gelenkt. Egmont war bei ihr und ihm war aufgefallen, dass die Regentin ihm gegenüber stets misstrauisch war. Dies missfällt ihm sehr, doch er kann sich den Ursprung des Misstrauens nicht erklären.

## Einordnung in das Werk
Die Einordnung in das Werk lässt sich auf die persönliche Ebene Egmonts beziehen. Klärchen wurde schon in vorherigen Szenen als Geliebte des Egmonts erwähnt. Die Szene vertieft nun diese Beziehung. Es wird ein wenig über Egmonts Charakter klar und über seine persönliche Beziehung zu Klärchen, dem König und auch der Regentin. Diese hatte er zuvor besucht und schildert Klärchen nun seine persönliche Ansicht zu dieser Sache. Somit erfährt man einen kleinen Einblick in seine Gefühlswelten und in seine Beziehungen.

## Charakterisierung

### Klärchen
Klärchen ist ein junges und verliebtes Mädchen, welches aus bürgerlichen Verhältnissen stammt. sie hat sich unsterblich in Egmont verliebt, hat neben ihm aber auch noch einen weiteren Anwerber namens Brackenburg. In der Szene wird allerdings schnell klar, dass die Liebe Klärchens zu ihrem Egmont so groß ist, dass sie sich von ihrer Mutter nichts einreden lässt und stur auf ihre Liebe beharrt, auch wenn sie leichte Zweifel überkamen. „Und wenn er kommt! Wenn wir müssen – dann – wollen wir uns gebärden, wie wir können – Egmont, ich dich entbehren! – (In Tränen) Nein, es ist nicht möglich, nicht möglich.“ Sie bewundert Egmont und will nichts als seine ungeteilte Aufmerksamkeit für sie. „Wie seid Ihr heute so kalt! Ihr habt mir noch keinen Kuß geboten. Warum habt Ihr die Arme in den Mantel gewickelt wie ein Wochenkind? Ziemt keinem Soldaten noch Liebhaber, die Arme eingewickelt zu haben.“ Dieses Verhalten ist schon fast töricht und naiv. Auch vergisst sie alles um sich herum, wenn ihr geliebter Egmont bei ihr ist. So ist der Streit mit ihrer Mutter vergessen, ebenso wie ihre anfänglichen Zweifel. Sie hat einen großen Willen und möchte diesen auch durchsetzen.

### Ihre Mutter
Klärchens Mutter ist eine Frau, welche ebenfalls aus bürgerlichen Verhältnissen stammt. Sie ist eine Person, die versucht immer einen Vorteil aus gewissen Sachen zu schlagen. Sie störte es zuvor weniger, wenn Klärchen sich mit Egmont traf, später verurteilt sie ihre Tochter allerdings dafür und macht ihr Vorwürfe. „Du hast doch nichts im Kopf als deine Liebe. Vergäße du nur nicht alles über das eine. Den Brackenburg solltest du in Ehren halten, sag ich dir. Er kann dich noch einmal glücklich machen.“ Sie scheint sich die Dinge gerne so zu drehen, wie sie es möchte und schwer eigene Fehler eingestehen zu können. Die Mittel dienen dem Zweck. Gefühle von Liebe sind für sie nur temporär und sollten Entscheidungen nicht beeinflussen. „Ihr Kinder seht nichts voraus und überhorcht unsere Erfahrungen. Die Jugend und die schöne Liebe, alles hat sein Ende; und es kommt eine Zeit, wo man Gott dankt, wenn man irgendwo unterkriechen kann.“ Ist es aber nötig, so kann sie sich ganz schnell wandeln und ihre gutbürgerliche Art aufsetzen. „Wollt Ihr euch nicht setzen? es Euch nicht bequem machen? Ich muss in die Küche; Klärchen denkt an nichts, wenn Ihr da seid. Ihr müßt fürliebnehmen“

### Egmont
Graf Egmont ist der Prinz von Gaure und erduldet die Regentschaft Philipp II.; dies kann man besonders an seiner spanischen Kleidung erkennen, welche er zum Zeitpunkt bei Klärchen trägt. Auch scheut er nicht davor seinen Stolz auf das Fließ zu zeigen, als sich das Gespräch auf eben dieses goldenes Vlies lenkt, welches ihm der Kaiser, Karl V., übergab. „Ja, Kind! und Kette und Zeichen geben dem, der sie trägt, die edelsten Freiheiten. Ich erkenne auf Erden keinen Richter über meine Handlungen als den Großmeister des Ordens, mit dem versammelten Kapitel der Richter.“ Er erzählt Klärchen von seinem Besuch bei der Regentin. Er versteht das Misstrauen der Regentin ihm gegenüber nicht, womit eine gewisse Unfähigkeit hinter die Kulissen zu schauen erkennbar wird. „Ich mache ihr viel zu schaffen, weil sie hinter meinem betragen immer Geheimnisse sucht, und ich keine habe.“ Somit erschließt sich fast schon eine gewisse Naivität und eine schlechte Menschenkenntnis. 
Egmont selbst erzählt Klärchen von seinen gespaltenen Charaktereigenschaften. Der Egmont, den man aus der Politik kennt, „ist ein verdrießlicher, steifer, kalter Egmont, der an sich halten, bald dieses bald jenes Gesicht machen muß; geplagt, verkannt, verwickelt ist, wenn ihn die Leute für froh und fröhlich halten; geliebt von einem Volke, das nicht weiß was es will […]. Aber dieser, Klärchen, der ist ruhig, offen, glücklich, geliebt und gekannt […]. Das ist dein Egmont!“ Somit lässt sich erkennen, dass Egmont mit seiner eigenen, öffentlichen Person nicht zufrieden ist, da er diese nur mit negativen Eigenschaften belastet. Er behauptet eine Fassade dem Volk zu zeigen und im Inneren selbst zerrissen zu sein. Bei Klärchen jedoch behauptet er diese Eigenschaften zu vergessen und der wahre Egmont, ein glücklicher Mensch, zu sein. Innerlich scheint ihn ein Konflikt zu zerreißen über das was er möchte und das, was er vorgibt zu sein.

## Schaubild zu der Szene

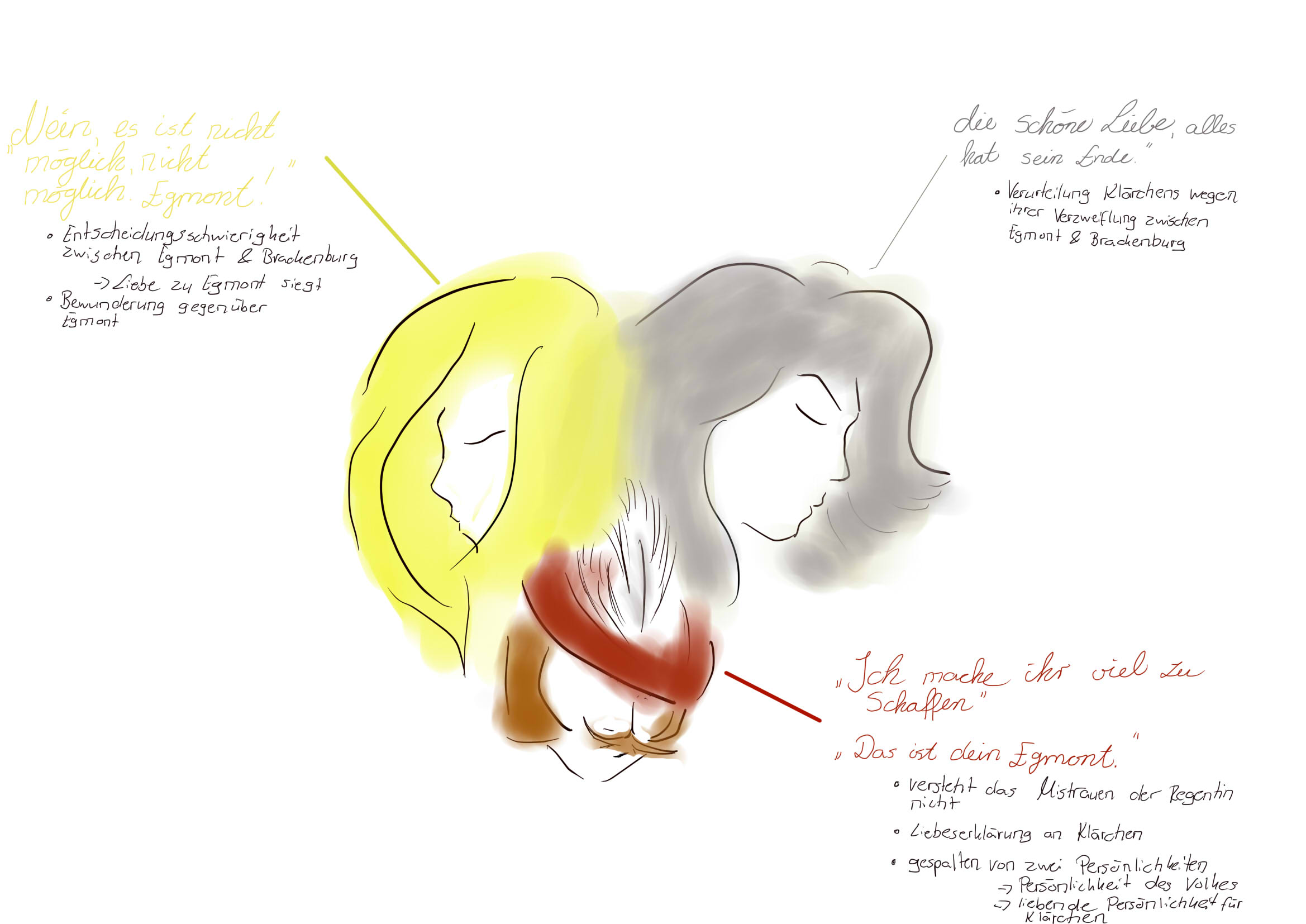

Das Schaubild zeigt die Beziehungen der Charaktere zueinander und ihre Hauptfunktion in der Szene.

## Relevanz der Szene
Die Szene spielt im Bezug auf Egmonts persönlicher Ebene eine große Rolle. Die Liebe zu Klärchen wird hier deutlich und eben diese wird auch erwidert. Es ist eine klassische Liebesszene, in der man tiefer in den Charakter der Person eintaucht. Auch Klärchen lernt man hier näher kennen und auch ihren Zwiespalt, ebenso wie sie ihn wieder verwirft. Dies spielt für die Handlung des Dramas und auch für die Figur (Klärchen) eine wichtige Rolle im Verlauf des Stücks.